# Ada Boni
Ada Boni, de soltera Giaquinto, (Roma, 11 de octubre de 1881 - 2 de mayo de 1973) fue una chef, editora de revistas, escritora gastronómica y autora de libros italiana. Su libro más famoso, Il talismano della felicità ( El talismán de la felicidad), publicado en 1928, está considerado uno de los libros de cocina italianos clásicos  y sigue siendo muy popular. 

## Trayectoria

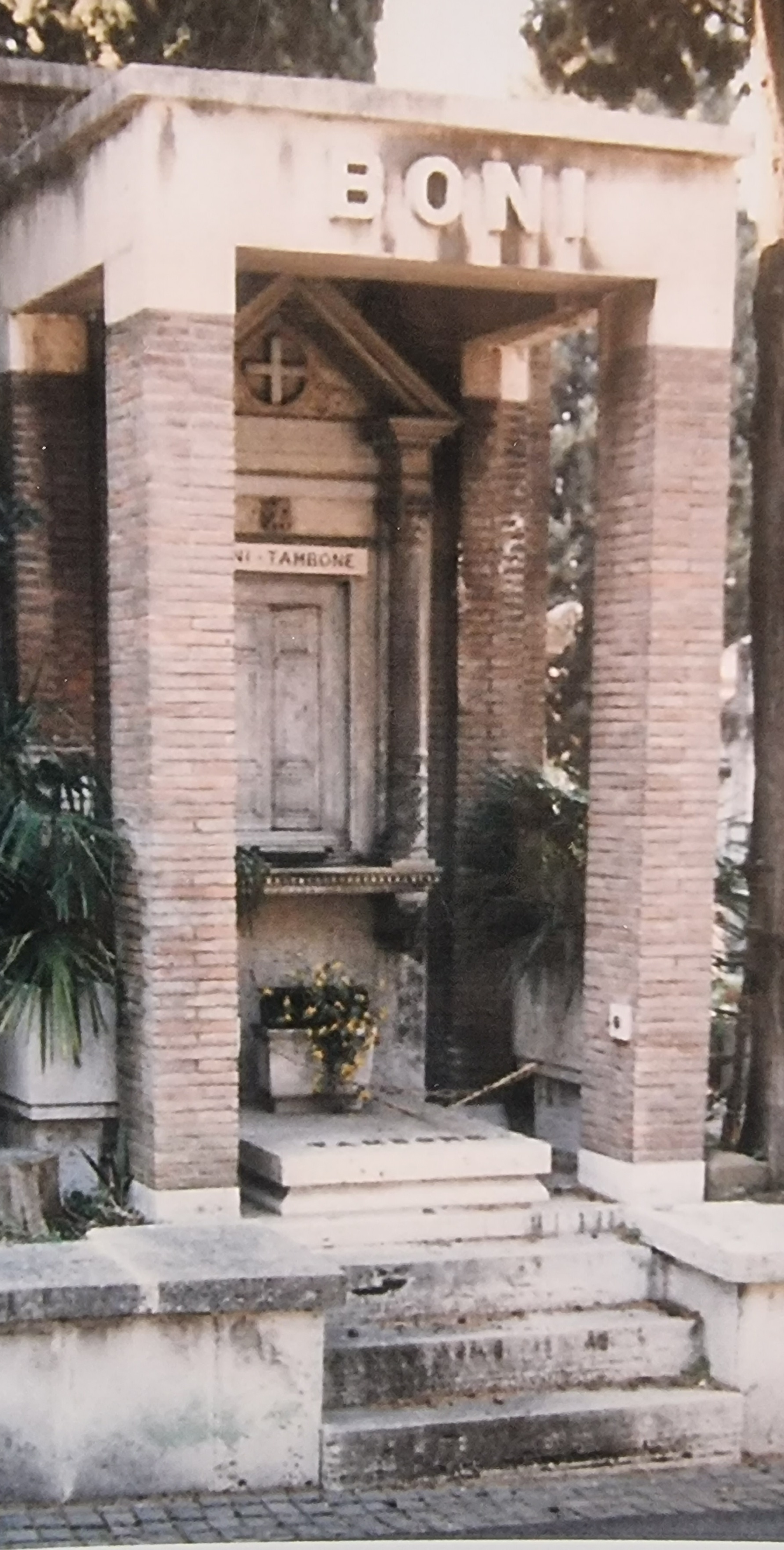
Tumba de la familia Boni

Nacida en una familia de alta burguesía romana, Ada Giaquinto, la mayor de tres hermanos, creció en la gran casa paterna ubicada en  via di Ripetta, en un rincón de la antigua Roma barroca, a un paso de la encantadora Piazza del Popolo. Su infancia transcurrió sin preocupaciones, entre actividades escolares, carreras en los cercanos jardines del Pincio y juegos en casa con platos, ollas y cocinas de juguete. La pequeña Ada mostró un interés especial en la cocina, comenzando a cocinar a los diez años, tal vez por pasión o quizás debido a la influencia de su tío paterno, Adolfo, renombrado chef y fundador de la revista culinaria Il Messaggero della Cucina (El mensajero de la cocina).
Más tarde se casó con el escultor y crítico musical Enrico Boni, también cocinero aficionado, con quien Ada Boni fundó en 1915 la revista de cocina Preziosa  (publicada de 1915 a 1959), donde se daban consejos de etiqueta, buenos modales, economía doméstica, administración del hogar y, por supuesto, cocina para las damas de Roma. La popularidad superó todas las expectativas y fueron numerosas las jóvenes romanas que se suscribieron a la revista para aprovechar los consejos de Boni en sus primeros pasos en la cocina. Cada vez más apasionada por su trabajo, Ada Boni decidió recopilar el trabajo realizado hasta entonces en un libro: Il talismano della felicità (El talismán de la felicidad), nombre elegido por su convicción de que "la felicidad de un matrimonio empieza con la mesa puesta". En la posguerra, Ada Boni no sólo produjo varios libros de recetas nuevas, sino que también dedicó parte de su tiempo a ayudar a los niños más necesitados de la iglesia de SS Apostoli. La RAI la invitó a realizar una serie de emisiones radiofónicas semanales, mientras que algunas revistas nacionales aprovecharon su colaboración en temas gastronómicos. Para concluir esta breve biografía de Ada Boni, cabe destacar cómo fue precursora, ya a principios del siglo XX, de una actividad como el arte de la cocina que posteriormente experimentaría un desarrollo completo y significativo.

### Muerte
Boni tras una vida dedicada a la escritura y la gastronomía, falleció de neumonía el 2 de mayo de 1973, a los noventa y dos años. Desde entonces, sus restos descansan, junto a los de su esposo Enrico, en la tumba familiar, en el cementerio monumental de verano, en Roma.

## Libros de cocina
Suyo es el famoso recetario Il talismano della felicitá (El talismán de la felicidad), publicado en 1925 y premiado en la Mostra internazionale dell'economia domestica (Exposición Internacional de Economía Doméstica) de 1927, que sigue siendo muy popular hoy en día y reimpreso en varias ediciones, incluso en el extranjero. En la obra original, que contenía 882 recetas, se le dio un espacio significativo a las diferencias regionales en la gastronomía italiana. En el prefacio, su marido Enrico Boni describió a  Pellegrino Artusi como un incompetente "autor que consiguió vender trapos y oropeles por raras sedas y oro", ya que escribía "con olímpica indiferencia las tonterías más atroces".
Otro libro suyo importante es La cucina romana (Cocina romana), cuyo objetivo era preservar la cocina tradicional que estaba desapareciendo, ya que ella tenía un profundo conocimiento en el tema.
En 1949 publicó Prime esperienze di una piccola cuoca (Primeras experiencias de una pequeña cocinera), y más tarde colaboró con la editorial Arnoldo Mondadori Editore como redactora de la columna gastronómica Il talisman di Arianna en la revista Arianna. En esta revista publicó numerosas recetas regionales, que tras su muerte se recopilaron en el libro Cucina Regionale Italiana, publicado póstumamente en 1975.

## Obra
- 1925 - Il talismano della felicità, Roma, Edizioni di Preziosa.
- 1929 - La Cucina Romana. Contributo allo studio e alla documentazione del folklore romano, Roma, Edizioni di Preziosa.
- 1945 - La cucina di ogni mese: cinquecento nuove ricette, Roma, Ed. Colombo.
- 1949 - Prime esperienze di una piccola cuoca, Roma, Ed. Colombo.
- 1968 - La cucina rapida per la donna d'oggi, Milán, Ed. Mondadori.
- 1975 - La cucina Regionale Italiana, Milán, Ed. Mondadori.
- 2007 - Le ricette ritrovate del Talismano della felicità, Roma, Ed. Colombo.